# Curlew
Curlew és una població dels Estats Units a l'estat d'Iowa. Segons el cens del 2000 tenia 62 habitants.

## Demografia
Segons el cens del 2000, Curlew tenia 62 habitants, 30 habitatges, i 17 famílies. La densitat de població era de 31,5 habitants per km².
Dels 30 habitatges en un 20% hi vivien nens de menys de 18 anys, en un 56,7% hi vivien parelles casades, en un 0% dones solteres, i en un 43,3% no eren unitats familiars. En el 43,3% dels habitatges hi vivien persones soles el 23,3% de les quals corresponia a persones de 65 anys o més que vivien soles. El nombre mitjà de persones vivint en cada habitatge era de 2,07 i el nombre mitjà de persones que vivien en cada família era de 2,88.
Per edats la població es repartia de la següent manera: un 22,6% tenia menys de 18 anys, un 0% entre 18 i 24, un 32,3% entre 25 i 44, un 17,7% de 45 a 60 i un 27,4% 65 anys o més.
L'edat mediana era de 42 anys. Per cada 100 dones de 18 o més anys hi havia 84,6 homes.
La renda mediana per habitatge era de 20.250 $ i la renda mediana per família de 20.417 $. Els homes tenien una renda mediana d'11.250 $ mentre que les dones 6.250 $. La renda per capita de la població era de 23.788 $. Entorn del 30,8% de les famílies i el 28,1% de la població estaven per davall del llindar de pobresa.

## Poblacions més properes
El següent diagrama mostra les poblacions més properes.